# Горе господина Гро
«Горе господина Гро» — книга Макса Фрая, 5-я книга серии «Хроники Ехо».

## Тематика
В произведении затронуты вопросы взросления и принятия на себя ответственности за собственные поступки. Также много внимания уделено теме отношений «отцов и детей».
«Основная тема книги — это любовь и боль утраты,» — пишет Наталья Нарышкина в статье «Социально приемлемое волшебство» — «психологическое явление — переживание утраты — так наглядно воплощено. „Конкретизировать“ чувства и переживания таким вот образом помогает особый магический мир, в котором действуют герои».
Сам автор в аннотации так определяет книгу:
Вот вам история, рассказанная мудрецом, который сам почти ничего толком не понял. История о любви, боли, глупости и милосердии. История, герои которой только и делают, что удивляют друг друга, а иногда — самих себя. И это, честно говоря, лучшее, что может случиться с человеком.

## Сюжет
На этот раз гостем кофейни Франка стал сэр Кофа Йох, и, как обычно, платой за угощение послужила история, рассказанная гостем. В ней повествуется о событиях, произошедших примерно через 50 лет после принятия кодекса Хрембера, когда Кофа уже поступил на службу в Тайный Сыск.
Началом истории послужило то, что к сэру Кофе явился призрак отца, со дня смерти которого прошло уже около двухсот лет. Покойный сэр Хумха Йох, могущественный колдун и один из основателей ордена Семилистника, на склоне лет утратил умственную адекватность и их с сыном отношения оставляли желать лучшего. Так что Кофа был не слишком рад подобному проявлению отцовской заботы. Кроме того, его не оставляло ощущение надвигающихся грозных событий, в причинах которых он не мог разобраться. Странные дети на улицах Ехо, подозрительное поведение давно знакомого знахаря и, наконец, цепочка смертей от утраты Искры, оставшихся практически незамеченными — кусочки мозаики никак не желали складываться.
Впрочем, без поддержки Кофа не остался. Сэр Джуффин Халли и его загадочная супруга, сэр Шурф Лонли-Локли, королевский знахарь сэр Абилат Парас, старшина нищих Коба и даже сам сэр Хумха — все они приняли участие в событиях и совместными усилиями тайна была разгадана и решение найдено.